# 嫌い!好き!!
『嫌い!好き!!』（きらい すき）は、1966年11月7日から1967年1月30日まで日本テレビ系列局で放送されていたテレビドラマである。日本テレビと東宝の共同製作。東京芝浦電気（現・東芝）の一社提供。全13話。放送時間は毎週月曜 21:00 - 21:30 （日本標準時）。カラー放送。

## 概要
妻を亡くし、仕事を引退した実業家の高村精二が「これからは一人になれる」と喜んでいたところへ、亡き妻の遺言だと言って、精二の孫の夏子・秋子・冬子が「慰めに来た」として訪れ、高村家の束の間の静寂は破られることとなった。そんな先祖代々女権家族の高村家の三姉妹を主役にした作品。
1963年から1964年まで同局で放送されていた『男嫌い』の姉妹編であり、脚本の八木柊一郎、演出の福田陽一郎、音楽の山本直純と、『男嫌い』と同じスタッフが手掛け、「『男嫌い』の面白さを生かして製作された」と紹介されている。
主題歌を歌ったのは越路吹雪。

## 出演者
- 高村夏子：岸田今日子
- 高村秋子：加賀まりこ
- 高村冬子：吉村実子
- 田川：杉浦直樹
- 名古屋章
- 高村一郎（長男）：山﨑努
- 高村精二：有島一郎
- ほか

## スタッフ
- 脚本：八木柊一郎、松木ひろし、矢代静一
- 演出：福田陽一郎
- 音楽：山本直純
- 制作：NTV、東宝

## 放送リスト
| 話数 | 放送日        | サブタイトル   | 脚本       | 演出       | ゲスト               |
| ---- | ------------- | -------------- | ---------- | ---------- | -------------------- |
| 1    | 1966年11月7日 | 女群侵入       | 八木柊一郎 | 福田陽一郎 |                      |
| 2    | 11月14日      | 恋の手紙たち   | 八木柊一郎 | 福田陽一郎 | 芥川比呂志           |
| 3    | 11月21日      | 追うなかれ幻を | 八木柊一郎 | 福田陽一郎 | 寺田農、水橋和夫     |
| 4    | 11月28日      | 恋のぬけがら   | 松木ひろし | 福田陽一郎 |                      |
| 5    | 12月5日       | 失恋保険       | 矢代静一   | 福田陽一郎 | 江守徹               |
| 6    | 12月12日      | 見合い合戦     | 八木柊一郎 | 福田陽一郎 | 岡田眞澄、水森亜土   |
| 7    | 12月19日      | 宝石は誰のもの | 八木柊一郎 | 福田陽一郎 | 藤岡琢也             |
| 8    | 12月26日      | 罠と罠         | 八木柊一郎 | 福田陽一郎 | 高島忠夫             |
| 9    | 1967年1月2日  | 狂った正月     | 八木柊一郎 | 福田陽一郎 | 渥美清               |
| 10   | 1月9日        | みごとな男     | 八木柊一郎 | 福田陽一郎 | 宍戸錠               |
| 11   | 1月16日       | 嘘と嘘         | 八木柊一郎 | 福田陽一郎 | 冨士眞奈美、塚本信夫 |
| 12   | 1月23日       | 年上の女       | 八木柊一郎 | 福田陽一郎 | 横山道代、大塚国夫   |
| 13   | 1月30日       | 別れも愉し     | 八木柊一郎 | 福田陽一郎 |                      |